# Роберт Бойль
Ро́берт Бойль (25 січня 1627, Замок Лісмор, Ірландія — 30 грудня 1691, Лондон, Англія) — англійський хімік, фізик і філософ, один із засновників Лондонського королівського товариства.
Поклав початок новому напрямові у хімії, в основі якого була вимога вивчення складу речовин експериментальним методом. Уперше запровадив наукове поняття про хімічний елемент. Бойль — один із засновників якісного хімічного аналізу. У галузі фізики Бойль відкрив закон про залежність об'єму газу від тиску (закон Бойля — Маріотта, 1662), довів неможливість життя й горіння в порожнечі, досліджував теплові, електричні й акустичні явища. Бувши в галузі фізики й хімії в основному матеріалістом, у філософії Бойль намагався примирити науку з релігією.

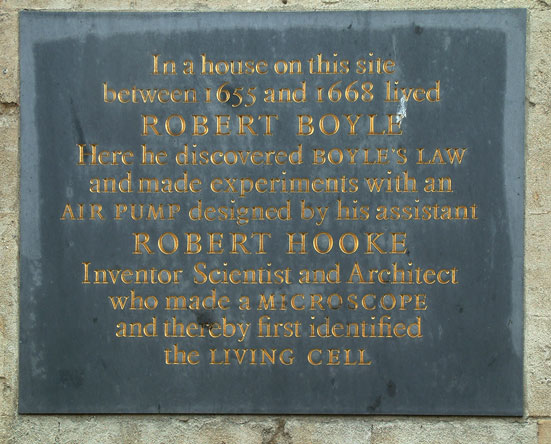
Табличка на будівлі, де Бойль та Гук проводили свої експерименти в Оксфорді.

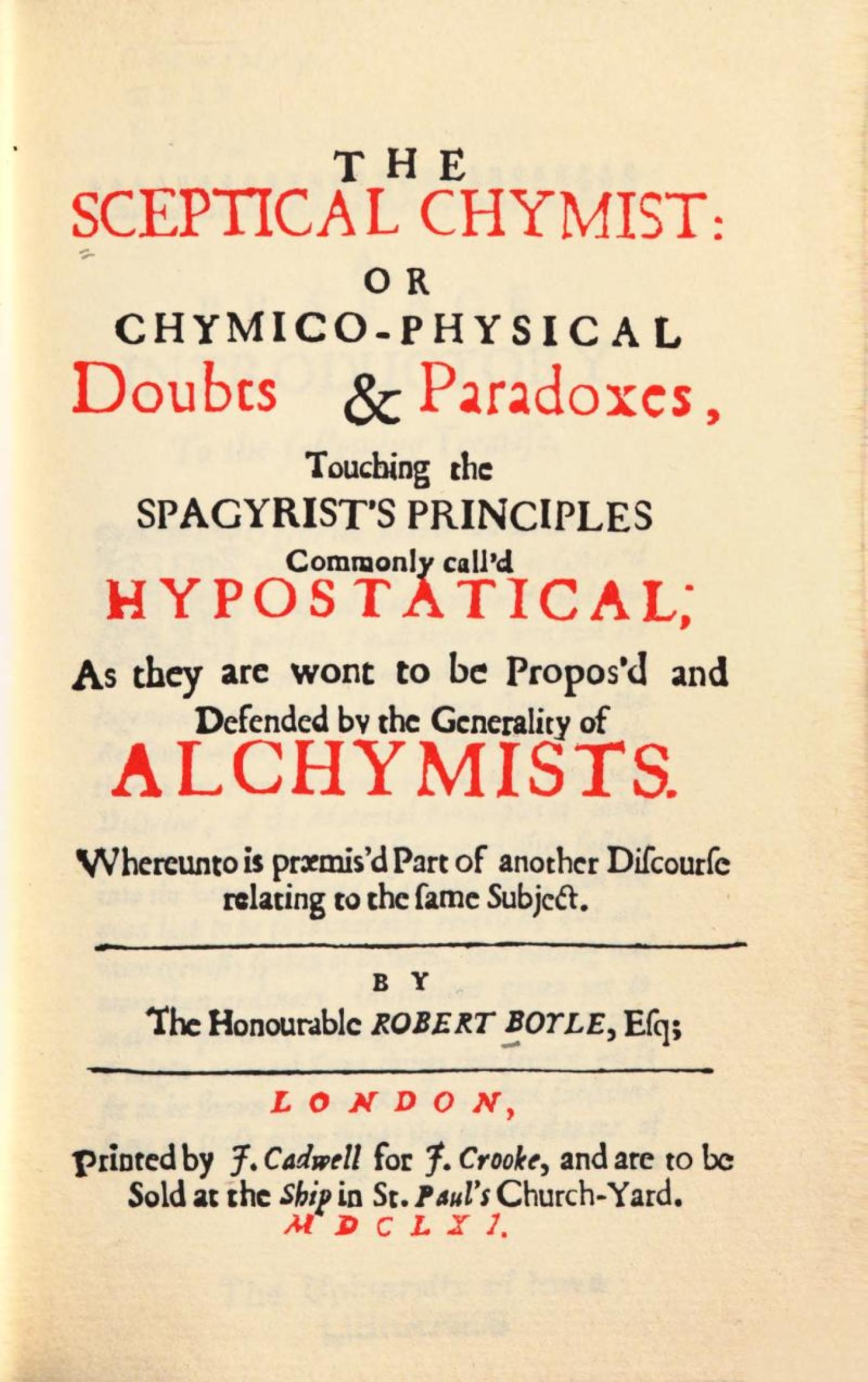
(1661)

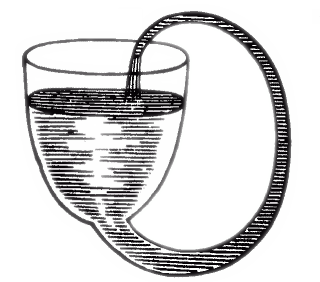
Boyle's self-flowing flask, a perpetual motion machine, appears to fill itself through siphon action («hydrostatic perpetual motion»). This is not possible in reality; a siphon requires its «output» to be lower than the «input».

На честь вченого названо астероїд 11967 Бойль.

## Біографія
Початкове виховання і навчання одержав вдома і в колегії в Ітон, а на дванадцятому році життя був відправлений батьком до Женеви, де вчився декілька років під керівництвом одного француза, а пізніше завершив своє навчання мандруванням Італією і Францією.
Повернувшись до Ірландії, Бойль після смерті батька одержав значний спадок і поселився у своєму помісті Сталльбриджі, займаючись спочатку переважно філософією і релігією. В 1654 переселився до Оксфорда, де став більш надавати перевагу заняттям фізикою і хімією, одержав ступінь почесного доктора фізики Оксфордського університету (1665), і брав участь в заснуванні Товариства наук, яке пізніше в 1668 році перемістилося до Лондона, а пізніше під назвою Лондонського королівського товариства одержало велику славу. Роберт не був одружений. З посад, які йому доводилося обіймати, одна з найважливіших була виконувати обов'язки президента Лондонського королівського товариства, і багато років був він одним з директорів Ост-Індської компанії. Весь свій спадок і всі свої сили він витрачав на вивчення природи і на поширення релігійних християнських понять.
Похований у Лондоні у Вестмінстерському абатстві.

## Наукова діяльність
Вивчаючи природу, він був послідовником Бекона Веруламського, противником схоластичної філософії і надавав перевагу дослідам перед умовиводами; іноді цей підхід заважав йому робити узагальнення змісту зауважених ним явищ. Важливий фізичний закон стискання газів, який носить тепер його ім'я (закон Бойля — Маріотта), залишився б, можливо, непоміченим Бойлем, якщо б не першопочаткове зауваження його учня Річарда Таунлі щодо стискання газів із збільшенням тиску в дослідах Бойля.
У Бойлі втілювалася реакція попереднього схоластичного напрямку, що так довго панувала в науці і слугувала гальмом в дослідженні природи: всі його експериментальні роботи й твори вказують на могутнє значення досліду в фізиці і хімії. Крім відкриття закону стиску газів, а власне залежності пружності газу його об'єму, Бойль показав, що тепла вода закипає при розрідженні повітря над нею, але не узагальнив значення цього важливого досліду, тобто не показав, що температура кипіння води загалом залежить від тиску повітря та пари води на її поверхні.
Він довів, що явище капілярності, а власне підняття рідини у вузьких трубках, відбувається і в розрідженому просторі, чим заперечив популярної тоді думки, що в цьому явищі бере участь атмосферний тиск. Дослід довів також, що сифон не може в розрідженому повітрі служити для переливання рідин, що дим, як і всяке інше тіло, падає, отже на нього діє сила тяжіння, що тертя тіл і гашення вапна виділяють теплоту і в розрідженому повітряному просторі.
Ці та багато інших дослідів Бойль проводив за допомогою повітряного насоса, винайденого Отто фон Ґеріке і вдосконаленого в руках Бойля. Після появи праць Ґеріке, в яких описані його досліди над електрикою і магнетизмом, Бойль зайнявся відтворенням цих дослідів і вніс до них, як завжди, дещо нове; однак він іноді помилявся, як, наприклад, в том випадку, коли допускав, що залізо відпадає від магніту під ковпаком повітряного насоса внаслідок розрідженого повітря.
Бойль проводив і оптичні дослідження та зробив висновок, що кольори не складають власне приналежності речовини, а походять від деяких змін, що створюються світлом на поверхні тіл, внаслідок чого вони по різному діють на зір; взагалі він вважав, що всі кольори суть видозміни білого. Необхідно було б довго перераховувати всі досліди Бойля, з яких встановлюються ті чи інші нові факт; але згадаємо про величезну силу розширення, яка виникає при замерзанні води, він довів, заморозивши воду, наповнивши нею залізну трубу; при утворенні льоду залізна труба була розірвана з одного кінця. Бойль переконався, що лід випаровується навіть при низьких температурах, що солі у змішуванні з льодом або снігом створюють охолодження і при цьому перетворюються в рідину — важливе зауваження.
В одному розділі фізики Бойль був не тільки експериментатором, але і теоретиком — власне він детально розвинув свої погляди на будову речовини в деяких наукових працях: «The Sceptical Chymist» (1661 і 1669); «The origin of forms and qualities according to the corpuscular Philosophy» (1666 і 1667); «Physiological Essays and other Tracts» (1661), друге видавництво в 1669 з додатком «A Discourse about the
absolute rest of bodies».
Бойль приймає, подібно до своїх попередників, існування в природі абсолютно пустого простору, в якому знаходяться матеріальні частинки певної величини і форми; атоми рідини знаходяться в постійному русі, а твердих тіл — в спокої, проміжки ж між частинками заповнені певною дуже тонкою речовиною. Для пояснення щеплень твердих тіл він помилково приймає тиск на них повітря — загальнопоширена тоді думка.
Фізичні і хімічні зміни речовини Бойль пояснював з'єднанням і роз'єднанням атомів, заперечував існування чотирьох елементів (Арістотель) або трьох алхімічних і висловлював проникливу здогад, що справжні елементи будуть знайдені при послідовному розкладанні тіл. Остання частина його теоретичних поглядів отримала підтвердження в новітній хімії; що ж стосується його експериментальних робіт з хімії, то хоча він і показав, що повітря змінюється від горіння в ньому тіл, і що деякі метали збільшуються у вазі при нагріванні, і що під дією оцту на крейду або соляної кислоти на залізо виходять гази, але не зробив зі своїх робіт ніяких теоретичних висновків. Слід повторити, що його час був епохою протесту проти схоластики, явища природи були вельми мало відомі і тому досліди Бойля, описані ним з надзвичайною точністю і докладністю, мали велику важливість, навіть будучи не завжди вірно витлумачені та узагальнені. Головною його заслугою залишається все-таки формулювання закону щодо пружності і відповідного об'єму повітря.

## Релігійна діяльність
Яскравою стороною життя Бойля була релігійна і місіонерська діяльність. В юності палка уява захоплювала його в бік крайніх ідей. Знаходячись під впливом сильних уявлень, він виражався наступним чином про свій настрій: "Демон скористався моєю меланхолією, наповнив душу жахом і навіяв вагання в основних істинах релігії. В такому стані він додумався до самогубства, від якого його стримала тільки думка, що його душа потрапить у пекло. Він вирішив розсіяти свої вагання читанням Біблії в оригіналі і тому зайнявся вивченням єврейської і грецької мов. Згодом його переконаність у християнській вірі висловилася заснуванням духовних місій в Індії, перекладом і друкуванням Біблії ірландською і гельською говірками.
За заповітом (1661) Бойль залишив капітал для фінансування щорічних читань про Бога і релігію, знаменитих «Лекцій Бойля», перша з яких відбулася у 1692 році. Метою лекцій Бойль визначив захист християнської релігії від «сумнозвісних невірних, а саме атеїстів, деїстів, язичників, юдеїв і мусульман».
Це було пізніше причиною появи богословських трактатів Клерка, Бентлея, Дергема та ін. Сам Бойль написав про узгодження розуму з релігією, про натураліста-християнина тощо. «Лекції Бойля» продовжувалися регулярно аж до 1905 року. З 2004 року їх поновили у Лондоні, в церкві St. Mary Le Bow. Вони відбуваються щорічно, в лютому.